# الحرب الفرنسية التايلاندية
الحرب الفرنسية التايلاندية (بالتايلاندية: กรณี พิพาท อิน โด จีน؛ بالفرنسية: Guerre franco-thaïlandaise) (1940 – 1941) هي حرب بين تايلاند وفرنسا الفيشية وقعت في مناطق معينة من الهند الصينية الفرنسية.
أظهرت المفاوضات مع فرنسا قبل فترة وجيزة من الحرب العالمية الثانية أن الحكومة الفرنسية مستعدة لإجراء تغييرات مناسبة في الحدود بين تايلاند والهند الصينية الفرنسية، ولكن بشكل طفيف فقط. وبعد سقوط فرنسا عام 1940، قرر اللواء بلايك بيبولسونجكرام (المعروف باسم «فيبون»)، رئيس وزراء تايلاند، أن هزيمة فرنسا أعطت التايلانديين فرصة أفضل لاستعادة الأراضي التابعة للدولة والتي جرى التنازل عنها لفرنسا خلال عهد الملك شولان كورن.
زادت صعوبة حفاظ فرنسا على ممتلكاتها وراء البحار – بما فيها الهند الصينية الفرنسية - بسبب الاحتلال العسكري الألماني لجزء كبير من فرنسا. وأصبحت الإدارة الاستعمارية غير قادرة على تلقي المساعدة والإمدادات الخارجية. وبعد الغزو الياباني للهند الصينية الفرنسية في سبتمبر 1940، أجبر الفرنسيون على السماح لليابان بإنشاء قواعد عسكرية. أقنع هذا التصرف الذي بدا خانعًا نظام فيبون بأن فرنسا لن تستطيع مواجهة تايلاند بشكل جدي.

## قوى المواجهة

### الفرنسية
تألفت القوات العسكرية الفرنسية في الهند الصينية من جيش تعداده نحو 50 ألف رجل، 12 ألف منهم كانوا فرنسيين، نُظموا ضمن 41 كتيبة مشاة وفوجي مدفعية وكتيبة مهندسين واحدة. كان لدى الجيش الفرنسي نقص في المدرعات، إذ يمكنه استخدام 20 دبابة رينو إف تي فقط في مواجهة ما يقرب من مئة مركبة مدرعة للجيش الملكي التايلاندي. يتكون الجزء الأكبر من القوات الفرنسية المتمركزة بالقرب من الحدود التايلاندية من القوات الهندية الصينية من الفوج الثالث والرابع من المناوشين التونكينيين (البنادق التونكينية)، جنبًا إلى جنب مع كتيبة من مونتانيارد، والتنظيمات الفرنسية من الكتائب الاستعمارية الفرنسية، ووحدات الفيلق الأجنبي الفرنسي.
كانت البحرية الفرنسية في الهند الصينية تمتلك طرادًا خفيفًا واحدًا وأربعة سفن مشورة.
كان لدى القوات الجوية الفرنسية ما يقرب من 100 طائرة، تعتبر 60 منها بمثابة خط أمامي. وبينها 30 طائرة استطلاع / مقاتلات ضاربة من طراز بوتيز 25 تي أو إي، و4 قاذفات ثقيلة من طراز فارمان 221، و6 قاذفات قنابل من طراز بوتيز 542، و9 مقاتلات من طراز موران سولنييه إن إس 406، و8 طائرات قارب استطلاع من طراز لوار 130.

### التايلاندية
كان الجيش التايلاندي أكبر قليلًا من الجيش الفرنسي ومجهزًا بشكل جيد نسبيًا. كان عدده نحو 60 ألف رجلًا، وتكون من أربعة جيوش. كان أكبرها جيش بيورفا بخمسة فرق، وجيش إيسان بثلاثة فرق. وكانت التشكيلات المستقلة الخاضعة للسيطرة المباشرة للقيادة العليا للجيش تتضمن كتيبتي فرسان آلية، وكتيبة مدفعية، وكتيبة إشارات، وكتيبة مهندسين، وفوجًا مدرعًا. كانت المدفعية عبارة عن مزيج من مدفعيات كروب وبوفورز الحديثة وهويتزر، في حين شكلت 60 دبابة كاردين لويد و30 دبابة فيكرز 6 طن الجزء الأكبر من قوة دبابات الجيش.
ضمت البحرية الملكية التايلاندية سفينتي دفاع ساحلي من طراز ثونبوري، و12 زورق طوربيد، و4 غواصات يابانية الصنع. لقد كانت البحرية التايلاندية أقل شأنًا من القوات البحرية الفرنسية، لكن سلاح الجو الملكي التايلاندي امتلك ميزة الكمية والنوعية على حد سواء متفوقًا على وحدات القوات الجوية الفرنسية المحلية. وكان الخط الأول للقوات الجوية يتكون من 140 طائرة، ضمنها 24 قاذفة خفيفة من طراز ميتسوبيشي كي - 30، و9 قاذفات ثقيلة من طراز ميتسوبيشي كي - 21، و25 طائرة مطاردة مقاتلة من طراز كورتيس هوك 75 إن، و6 قاذفات متوسطة من طراز مارتن بي -10، و70 قاذفة مراقبة وهجوم من طراز فوت أو 2 يو كورسير.

## الحملة
بينما كانت المظاهرات القومية والتجمعات المناهضة للفرنسيين تُعقد في بانكوك، اندلعت العديد من المناوشات الحدودية على طول حدود ميكونغ. ثم قصف سلاح الجو الملكي التايلاندي خلال النهار أهدافًا عسكرية في فيينتيان، وبنوم بنه، وسيسوفون، وباتامبانج. رد الفرنسيون بهجماتهم الجوية الخاصة، لكن الضرر الذي تسببوا به كان محدودًا. كانت أنشطة سلاح الجو التايلاندي متفوقة، لا سيما في مجال القصف الانقضاضي، لدرجة أن الأميرال جان دوكو، حاكم الهند الصينية الفرنسية، أشار مكرهًا إلى أن طياري الطائرات التايلاندية لديهم خبرة كبيرة في الحرب.
في 5 يناير 1941، عقب تقرير عن هجوم فرنسي على بلدة أرانيابراثيت الحدودية التايلاندية، شن جيشا بيورفا وإيسان التايلانديان هجومًا على لاوس وكمبوديا. وجاء الرد الفرنسي بشكل فوري، لكن القوات التايلاندية المجهزة بشكل أفضل اكتسحت العديد من الوحدات بكل بساطة. ثم اجتاح الجيش التايلاندي لاوس بسرعة، لكن القوات الفرنسية في كمبوديا تمكنت من التجمع وإبداء المزيد من المقاومة.
في فجر 16 يناير 1941، شن الفرنسيون هجومًا مضادًا كبيرًا على قريتي يانغ دانغ خوم وفوم بريف الخاضعتين لسيطرة تايلاند، وهكذا بدأوا أعنف معركة في الحرب. ولكن توقفت العملية الفرنسية وانتهى القتال بانسحاب فرنسي من المنطقة، ويرجع ذلك لسوء التنسيق وعدم وجود معلومات استخباراتية ضد القوات التايلاندية الصلبة والمجهزة. ومع ذلك، لم يتمكن التايلانديون من ملاحقة الفرنسيين المنسحبين، إذ كانت دباباتهم الأمامية تحت مراقبة مدفعية الفيلق الأجنبي الفرنسي.
مع تدهور الوضع على الأرض بسرعة بالنسبة للفرنسيين، أمر الأميرال دوكو جميع القوات البحرية الفرنسية المتاحة بدخول المعركة في خليج تايلاند. وفي الصباح الباكر من 17 يناير، فاجأ سرب بحري فرنسي مفرزة بحرية تايلاندية راسية قبالة جزيرة كو تشانغ. فكانت معركة كو تشانغ اللاحقة انتصارًا تكتيكيًا للفرنسيين وأسفرت عن غرق زورقين طوربيديين تايلانديين وتعطيل سفينة دفاع ساحلية، ولم يتكبد الفرنسيون أي خسائر. وخوفًا من أن ترجح كفة فرنسا في الحرب، تدخل اليابانيون، واقترحوا توقيع هدنة.
في 24 يناير، وقعت المعركة الجوية الأخيرة عندما داهمت القاذفات التايلندية المطار الفرنسي في أنغكور، بالقرب من سيام ريب. وبدأت آخر عملية قصف تايلاندية على بنوم بنه في الساعة 07:10 في 28 يناير، عندما انطلقت طائرات المارتن من السرب الخمسين للقاذفات في غارة على سيسوفون، ورافقها ثلاثة عشر طائرة هوك 75 إن من السرب الستين للمقاتلات.

## الهدنة

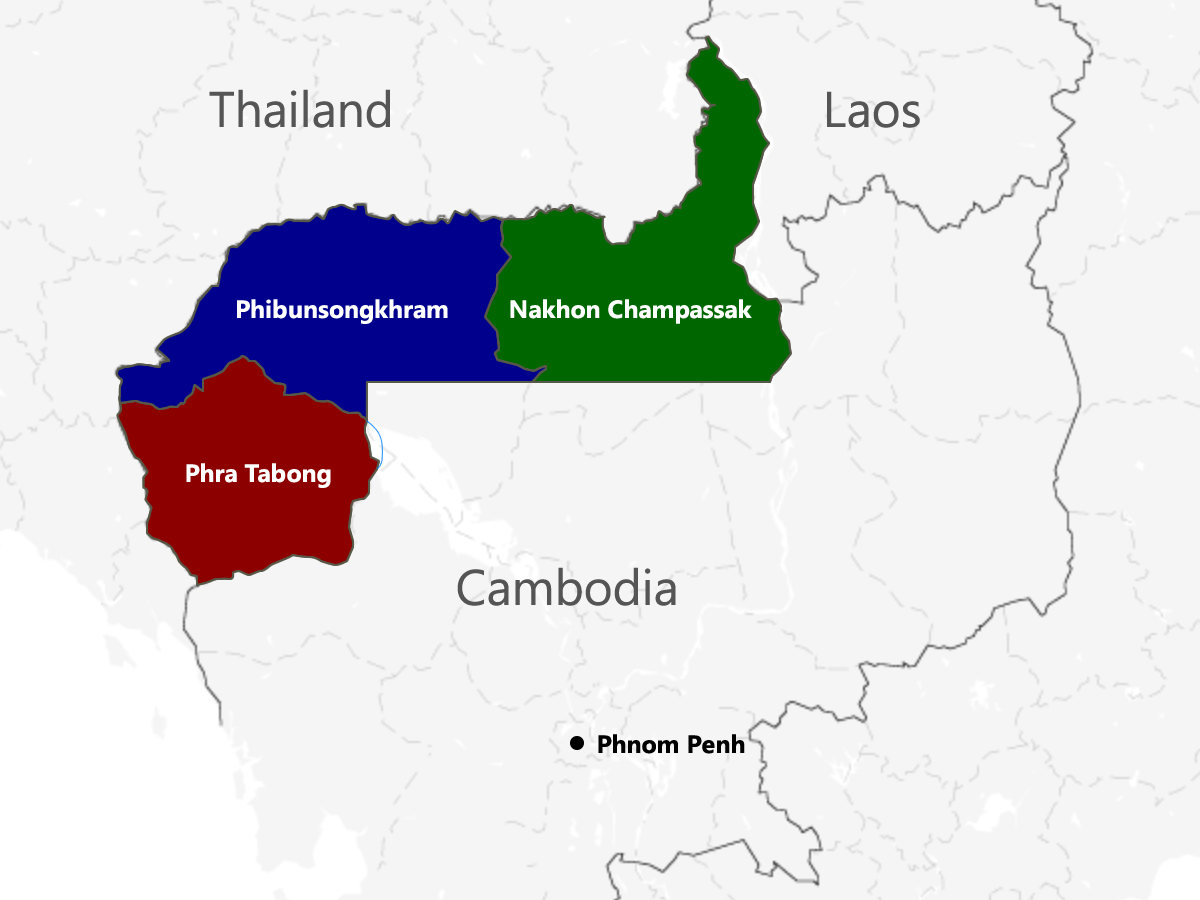
أعيد تجميع المقاطعات التي تنازلت عنها فرنسا من كمبوديا إلى تايلاند في مقاطعات تايلاندية جديدة: فرا تابونج، فيبونسونجرام وناخون تشامباساك.

تدخلت اليابان للتوسط في النزاع. وعُقد في سايغون «مؤتمر لوقف الأعمال العدائية» برعاية يابانية، وجرى التوقيع على وثائق أولية لوقف إطلاق النار بين حكومات دولة المارشال فيليب بيتان الفرنسية ومملكة تايلاند على متن الطراد ناتوري في 31 يناير 1941. وقد رُتبت الهدنة لتدخل حيز التنفيذ الساعة 10:00 يوم 28 يناير. وفي 9 مايو، جرى التوقيع على معاهدة سلام في طوكيو، مع إرغام اليابانيين للفرنسيين على التخلي عن المناطق الحدودية المتنازع عليها. وتنازلت فرنسا عن المحافظات التالية لتايلاند من كمبوديا ولاوس:
- باتامبانغ وبايلين، وسُميت بمحافظة فرا تابونغ.
- سيام ريب وبانتياي مينتشي وأودار ميانتشي، وسميت بمحافظة بيبولسونجكرام.
- برياه فيهير، التي دمجت مع جزء من محافظة تشامباساك من لاوس مقابل باكسي، لتُشكل محافظة ناكون تشامباساك.
- زاينابولي، متضمنة جزءًا من محافظة لوانغ برابانغ، التي أعيدت تسميتها بمحافظة لان تشانغ.